# Guy Mathieu
Pour les articles homonymes, voir Mathieu.
Guy Mathieu est un linguiste et écrivain français d'expression occitane.

## Biographie
Né le 4 mars 1949 à L'Isle-sur-la-Sorgue, il grandit à Goult, où il « baigne dans la langue d'oc ». Il cofonde l'Institut d'études occitanes du Vaucluse en 1973.
Docteur en linguistique (1979), il a d'abord été chercheur au Centre de recherches et d'études sur l'histoire orale et les parlers populaires (CREHOP) à Aix-en-Provence.
Il s'établit ensuite à Paris, qu'il qualifie de « plus grande ville d'Occitanie ». Il participe régulièrement aux « apér'oc ». Il y travaille comme bibliothécaire, et est membre du conseil d'administration de la Société des félibres de Paris. Il a participé à la semaine poétique de l'université Paris-Sorbonne.
Il y demeure après sa retraite, se partageant désormais entre la capitale et la Provence. Il est membre du comité de patronage de l'association Patrimoine, histoire et culture des Baronnies.

### Vie privée
Il épouse en 1990 la psychanalyste Édith Schwalberg.

## Production littéraire et intellectuelle

### Ethnographie et linguistique
Après sa thèse consacrée au discours sur le Carnaval en Provence, il a réalisé plusieurs entretiens dans le pays d'Arles. Avec Anne Sportiello, il a mené à Buis-les-Baronnies une enquête dans le cadre du programme « Archives vivantes de la parole et ethnotextes ».
Il a aussi recueilli des contes populaires provençaux dans plusieurs ouvrages.

### Littérature
Il publie un premier recueil de poèmes, À l'Amble, en 1991.
Il est aussi l'auteur de poèmes en français et occitan publiés dans des revues comme Oc, Jorn, Europe, Correspondances. À partir de 2009, il écrit « de petits poèmes rimés [sur es sujets] d'actualité », signés « Lo Guiton ». Il trouve également son inspiration dans la Provence rurale du passé. Il utilise parfois une numérotation dans ses pièces.
Il a aussi rédigé de courts textes en prose.
Serge Bec souligne que sa poésie se caractérise par la « simplicité » et le « refus du lyrisme », tout en ne faisant pas l'économie d'un « étonnant rythme intérieur ».
Il se présente plusieurs fois aux jeux floraux du Félibrige, où il obtient le premier prix de traduction en 2011, puis celui de poésie sept ans plus tard. Il est aussi fait maître en gai savoir du Félibrige en 2011.

## Ouvrages
- Éd. de Récits et contes populaires de Provence : dans le pays d'Apt, Paris, Gallimard, 1979 (BNF 34629990).
- Éd. d'Aimé Buix, Contes d'un trieur d'amandes, Mane, Les Alpes de lumière, 1981 (BNF 35595342).
- Ulysse Amourdedieu, dit le Gavot, Paris, chez l'auteur, 1983.
- À l'amble (ill. Jacqueline Ricard), Paris, Ricard, 1991 (BNF 47291255).
- Avec Renata Ada-Ruata, Pierre Aronéanu et Arlette Fétat, Interface : les quatre éléments (ill. Philippe Fabian, Pierre Duclou et Jacqueline Ricard), Paris, La Cour pavée, 1994 (BNF 36594729).
- Titres de jeunesse (ill. Pierre Duclou), La Cour pavée, 1997 (BNF 47293829).
- Beautés de la cité, La Porte, 1998.
- Touches d'automne, La Porte, 1999.
- Pròsa dei jorns, Puylaurens, Institut d'études occitanes, 2004  (ISBN 2-85910-319-8).
- Galejadas dau cercaire dei Claparedas, Paris, La Lèbre au jas, 2009.
- Quand lo jornau se rima, Société des félibres de Paris, 2010  (ISBN 978-2-9538540-0-8).
- Mes en rimas, chez l'auteur, 2011.
- L'An rimat, Paris, La Rispa, 2012.
- Lo Pistachier deis Artemas, Paris, L'Agland, 2012.
- Galejadas recampadas per lo Picamotas dau camp de Mars, La Rispa, 2012.
- Naissença de miejanuech : Noëls provençaus (ill. Paul Granell), Paris, L'Aucèu libre, 2012  (ISBN 978-2-917111-16-1).
- oesias d'oïl classicas chausidas e reviradas en òc, Société des félibres de Paris, 2012  (ISBN 978-2-9538540-4-6).
- Ritz, malan !, La Lèbre au jas, 2014.
- De tot temps, de pertot, IEO, 2014  (ISBN 978-2-85910-529-7).
- Trad. en occitan de Donatien Alphonse François de Sade, Contes de Provence et autres pays d'oc, Salinelles, L'Aucèu libre, 2014  (ISBN 978-2-917111-30-7).
- S'an rimat un pauc totei lei jorns : poèmas d'actualitat de tot l'an 2014, La Rispa, 2015.
- Ode au Calavon (ill. Martine Grégoire), L'Aucèu libre, 2017  (ISBN 978-2-917111-45-1).
- Trad. en occitan de Pierre Corneille, Le Cid, La Rispa, 2019.
- Poèmas d'actualitat de l'an 2018, La Rispa, 2019.
- Vòs rire ? Aquò es pas seriós !, La Rispa, 2019.
- D'écorce et d'ombre, L'Aucèu libre, 2022  (ISBN 978-2-917111-79-6).